# اتنه (استان پودلاسکی)
اتنه (استان پودلاسکی) (به لهستانی:  Ateny) یک روستا در لهستان است که در گمینا نووینکا واقع شده‌است. اتنه ۴۰ نفر جمعیت دارد.